# 18 Pułk Piechoty (III Rzesza)

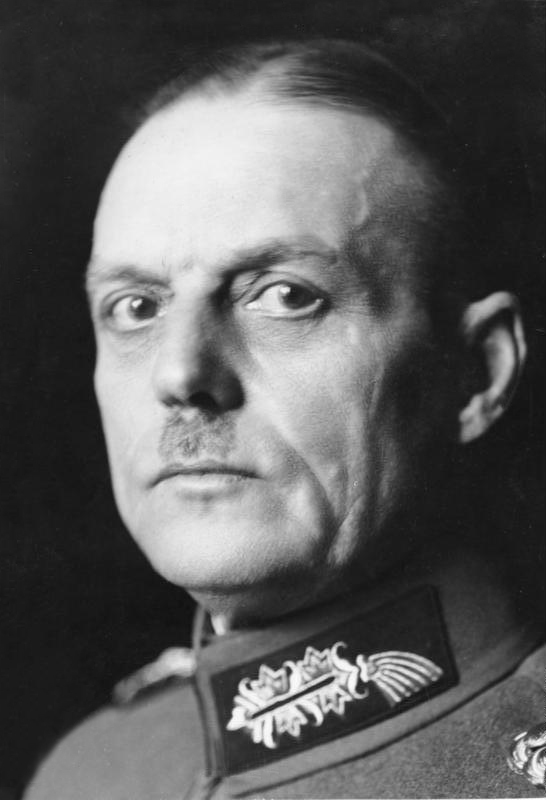
Gerd von Rundstedt

18 Pułk Piechoty (niem. Infanterie-Regiment 18, IR 18) – pułk piechoty niemieckiej okresu Republiki Weimarskiej i III Rzeszy, sformowany 1 stycznia 1921 w VI Okręgu Wojskowym (północno-zachodnie Niemcy).

## Dowódcy
- Oberst Karl Felsch (formowanie) - 1921
- Oberst Georg Graf von Stillfried und Rattonitz 1921 - 1923
- Oberst Hans Kloebe 1923 - 1925
- Oberst Gerd von Rundstedt 1925 - 1926
- Oberst Walther Freiherr von Schleinitz 1926 - 1928
- Generalmajor Hugo Zeitz 1928 - 1931
- Generalmajor Hubert Schaller-Kalide 1931 - 1933
- Oberst Emil Reischle 1933 - 1935
- Generalmajor Eccard Freiherr von Gablenz 1935 - 1938
- Oberst Alexander Edler von Daniels 1938 - 1940
- Oberst Carl Becker 1940